# Veglia d'armi
La Veglia d'armi (o Veglia della Promessa) è quell'attività scout in cui un ragazzo o una ragazza appena entrati in reparto si preparano a pronunciare la Promessa scout. 

## Obiettivi educativi
La veglia consente al novizio e alla novizia di prepararsi in una atmosfera raccolta alla Promessa, e di riflettere e pregare prima di impegnarsi solennemente. È anche occasione per tutto il resto del reparto di rafforzare, nel ricordo e nella preghiera comune, l'impegno di tutti.

## Preparazione
Essa ha luogo la sera precedente la cerimonia della Promessa, se possibile durante un'uscita; con particolare accuratezza va effettuata la scelta del luogo: una piccola cappella, un santuario, un luogo naturale suggestivo e comunque solitario.
La veglia si inquadra nella tradizione cavalleresca a cui si ispirò B.-P. nell'ideare lo scautismo: essa ricorda la meditazione dei cavalieri prima dell'investitura (non è un caso che, nell'originale inglese, la cerimonia della promessa si chiami proprio investitura).

## Svolgimento
Lo svolgimento dipende dalle tradizioni delle associazioni e dei singoli gruppi. Molti gruppi seguono, in tutto o in parte, la cerimonia indicata da Mario Sica in Cerimonie Scout.

### Svolgimento nell'Associazione Italiana Guide e Scouts d'Europa Cattolici
La veglia si compone di due parti: la prima è ritmata da canti, letture, silenzi, preghiere e gesti simbolici; ad essa partecipa la sola squadriglia di appartenenza del novizio o della novizia interessati, oppure tutto il reparto. La conduzione è affidata alla squadriglia dei novizi, insieme al capo e all'assistente spirituale; la durata non è generalmente superiore ad un'ora. La seconda parte è caratterizzata da silenzio e meditazione, cui partecipano  solo i novizi. È questo un momento unico, ben preparato e valorizzato dai capi. Il novizio si trova nelle migliori condizioni per riflettere sulla veglia appena vissuta; ha a disposizione un'atmosfera che lo avvicina a Dio: il cielo stellato oppure l'eucaristia nel tabernacolo della chiesa in cui egli si trova. Ha un vangelo, un libro di preghiere o altri spunti di riflessione preparati dai capi da poter sfruttare per riflettere. La durata di quest'ultima parte è indicativamente di venti minuti.